# Ditrichum colijnii
Ditrichum colijnii är en bladmossart som beskrevs av Hugh Neville Dixon 1943. Ditrichum colijnii ingår i släktet grusmossor, och familjen Ditrichaceae. Inga underarter finns listade i Catalogue of Life.